# Jean-Baptiste Duvoisin
Jean-Baptiste Duvoisin, né le 19 octobre 1744 à Langres et décédé le 9 juillet 1813, est un dignitaire français de l’Église catholique, évêque du diocèse de Nantes de 1802 jusqu'à son décès.

## Biographie
Jean-Baptiste Duvoisin est reçu premier de sa licence en Sorbonne et se voit peu après confier une chaire de théologie dans cette même école, puis il est choisi comme grand vicaire par l'évêque de Laon.
Il est exilé en 1792 comme prêtre réfractaire, rentre en France après le Concordat de 1801, et ne tarde pas à attirer l'attention de Napoléon Ier qui le nomme évêque de Nantes le 5 juillet 1802 et lui accorde toute sa confiance : il est un des quatre évêques chargés de résider près de Pie VII pendant son séjour à Savone et à Fontainebleau.
Napoléon lui confie en outre la charge d'aumônier de son épouse, l'impératrice Marie-Louise.

## Distinctions
- Officier de la Légion d'honneur (25 janvier 1813)[2]

## Écrits
On lui doit plusieurs ouvrages qui ont surtout pour but de défendre la religion contre les philosophes du temps :
- l'Autorité du Nouveau Testament, 1775
- l'Autorité des livres de Moïse, 1778
- Essai sur la Religion naturelle, 1780
- Défense de l'ordre social contre les principes de la Révolution française, 1801
- Démonstration évangélique, 1802
- Essai sur la Tolérance, 1805.

## Hommage
Une rue a été baptisée en son honneur à Nantes.

## Source et références
1. ↑  Émile Gabory, Un Grand évêque oublié : Monseigneur Duvoisin, évêque de Nantes, Éditions Aux portes du large, Nantes, 1947
2. ↑  « Recherche - Base de données Léonore », sur www.leonore.archives-nationales.culture.gouv.fr (consulté le 18 août 2022)

Cet article comprend des extraits du Dictionnaire Bouillet. Il est possible de supprimer cette indication, si le texte reflète le savoir actuel sur ce thème, si les sources sont citées, s'il satisfait aux exigences linguistiques actuelles et s'il ne contient pas de propos qui vont à l'encontre des règles de neutralité de Wikipédia.